# Frases de risco e segurança
Frases de risco e segurança, também conhecidas como frases R/S, são códigos de risco e frases para a descrição sistemática de compostos químicos perigosos. As frases R/S consistem de frases indicadoras de riscos específicos (frases R), indicadas pela letra "R", e frases de recomendações de prudência/segurança (frases S), indicadas pela letra "S". Essas letras são seguidas de um número, cuja combinação indica uma única frase que possui o mesmo significado em diferentes idiomas.
Há ainda a possibilidade de combinações entre frases indicadoras de risco, onde os números (precedidos pela letra R) são separados:
- por um hífen (-), quando se trata de indicações distintas, referentes a riscos (R) específicos, e não devem ser confundidas com indicações de faixa de frases compreendidas;
  - Exemplo: R34-37.
- por um traço oblíquo (/), quando se trata de uma indicação combinada, reunindo numa só frase a menção aos riscos específicos;
  - Exemplo: R36/37/38.

Por exemplo, as frases R/S para o ácido clorídrico na forma gasosa (37%) são "R: 34-37 S: 26-36-45".
As frases correspondentes na língua portuguesa são:
- Risco:
  - R34 — "Provoca queimadura"
  - R37 — "Irritante para as vias respiratórias"
- Segurança:
  - S26 — "Em caso de contacto com os olhos, lavar imediatamente e abundantemente com água e consultar um especialista"
  - S36 — "Usar vestuário de protecção adequado"
  - S45 — "Em caso de acidente ou de indisposição, consultar imediatamente o médico (se possível mostrar-lhe o rótulo)"

Estas frases, sua utilização e a regulamentação sobre elas foram definidas primeiramente pelo anexo IV da "Diretiva 67/548/EEC" da União Europeia, denominada "Safety advice concerning dangerous substances and preparations". A lista foi consolidada e editada novamente na "Diretiva 2001/59/EC".